# Matteo Angioletti
Matteo Angioletti (Monza, 8 novembre 1980) è un ex ginnasta italiano.

## Biografia
Nato nel 1980 a Monza, ha iniziato a praticare la ginnastica artistica a 6 anni.
A 23 anni ha partecipato ai Giochi olimpici di Atene 2004, arrivando 79º nel concorso individuale con 36.361 punti. Non si è riuscito invece a qualificare alle finali dei singoli attrezzi (70º con 8.812 al corpo libero, 21º con 9.675 agli anelli, 6º con 9.662 al volteggio e 76º con 8.212 alla sbarra).
4 anni dopo ha preso parte alle Olimpiadi di Pechino 2008, ottenendo 14.25 punti al corpo libero, 15.625 agli anelli, 16.5 al volteggio e 13.575 alla sbarra, ottenendo il 64º punteggio totale con 59.95.
A 31 anni ha partecipato ai suoi terzi Giochi, Londra 2012, ottenendo 14.033 punti al corpo libero (50º), 15.066 agli anelli (15º) e 15.566 al volteggio (36º), 44.665 punti totali.
In carriera ha ottenuto 2 medaglie in 2 tappe di Coppa del Mondo, 1 argento e 1 bronzo agli anelli nel 2009 e 2010 e 1 bronzo nelle finali nel 2006.
Nel 2001 ha vinto la medaglia d'argento, dietro alla Francia, nel concorso a squadre ai Giochi del Mediterraneo di Tunisi, insieme ad Alberto Busnari, Igor Cassina, Andrea Coppolino ed Enrico Pozzo, mentre 4 anni dopo, ad Almería 2005 è stato argento, sempre nel concorso a squadre, dietro alla Spagna, in squadra con Alberto Busnari, Andrea Coppolino, Matteo Morandi ed Enrico Pozzo e anche nel volteggio, dietro al tunisino Wajdi Bouallègue, a pari con lo spagnolo Iván San Miguel.
Nel 2006 ha preso parte agli Europei di Volos, terminando 5º nel concorso a squadre e agli anelli, mentre a Losanna 2008 è stato 8 nel concorso a squadre e a Milano 2009 7º negli anelli. Ai Mondiali ha partecipato ad Anaheim 2003, Melbourne 2005, Aarhus 2006 (8º agli anelli), Stoccarda 2007, Londra 2009 e Rotterdam 2010.
Agli Italiani assoluti è stato argento agli anelli nel 2012.
Ha terminato la carriera nel 2016, a 36 anni.

## Palmarès

### Giochi del Mediterraneo
- 3 medaglie:
  - 3 argenti (Concorso a squadre a Tunisi 2001, concorso a squadre ad Almería 2005, volteggio ad Almería 2005)